# Stăuceni (Botoșani)
Stăuceni è un comune della Romania di 3 431 abitanti, ubicato nel distretto di Botoșani, nella regione storica della Moldavia.
Il comune è formato dall'unione di 4 villaggi: Siliștea, Stăuceni, Tocileni, Victoria.